# Хрубешув (гмина)
Хрубешув (пол. Hrubieszów) — сельская гмина (волость) в Польше, входит как административная единица в Хрубешувский повет, Люблинское воеводство. С 1975 по 1998 год входила в Замойское воеводство. Население — 10 958 человек (на 2004 год).

## Сельские округа
1. Аннополь
2. Бродзица
3. Цихобуж
4. Черничин
5. Чумув
6. Чортовице
7. Домброва
8. Дзеканув
9. Грудек
10. Хусынне
11. Янки
12. Кобло
13. Космув
14. Козодавы
15. Кулаковице-Первше
16. Кулаковице-Друге
17. Кулаковице-Тшеце
18. Масломенч
19. Метелин
20. Меняны
21. Монятыче
22. Монятыче-Колёнья
23. Морочин
24. Новосюлки
25. Обровец
26. Стефанковице
27. Стефанковице-Колёня
28. Шпиколосы
29. Слипче
30. Сверщув
31. Тептюкув
32. Турколувка
33. Убродовице-Колёня
34. Волица
35. Волаёвице
36. Бялоскуры
37. Лотошины
38. Волынка

## Соседние гмины
1. Гмина Бялополе
2. Гмина Хородло
3. Хрубешув
4. Гмина Мирче
5. Гмина Тшещаны
6. Гмина Ухане
7. Гмина Вербковице